# نهر بهيما
نهر بهيما المعروف أيضًا باسم نهر "Chandrabhaga" هو نهر رئيسي في غرب الهند وجنوب الهند. يتدفق إلى الجنوب الشرقي لمسافة 861 كيلومترًا (535 ميلًا) عبر ولايات ماهاراشترا وكارناتاكا وتيلانغانا، قبل دخول نهر كريشنا. بعد أول خمسة وستين كيلومترًا في وادي ضيق عبر تضاريس وعرة، تفتح الضفاف وتشكل منطقة زراعية خصبة ذات كثافة سكانية عالية.
يتحول النهر إلى ذهب خلال فصل الصيف. في عام 2005 كانت هناك فيضانات شديدة في مناطق سولابور وبيجابور وغولبارغا (منطقة جولبارجا). يشار إلى النهر أيضًا باسم نهر "Chandrabhaga" خاصة في "Pandharpur"، لأنه يشبه شكل القمر.